# Tasmanië
Tasmanië (Engels: Tasmania) is een eiland en staat van het Gemenebest van Australië. Het ligt 240 kilometer (150 mijl) ten zuidoosten van het Australische vasteland en is ervan gescheiden door de Straat Bass. De hoofdstad van Tasmanië is Hobart. Het eiland wordt gezien als scheiding tussen Grote en Indische Oceaan. Langs de westkust stroomt de Zeehanstroom, langs de oostkust de Oost-Australische stroom.
In Tasmanië spreekt men vooral Engels, maar er wordt ook nog Wororan gesproken, een taal van Aboriginals.

## Geschiedenis
Tasmanië was het grootste deel van de afgelopen 100.000 jaar verbonden met het Australische vasteland. Daardoor werd het waarschijnlijk vrij snel bevolkt na de aankomst van de eerste ontdekkingsreizigers in Australië. De eerste Australiërs zouden reeds 60.000 jaar geleden op het continent kunnen zijn aangekomen. Tasmaniërs zagen eruit als donkere Afrikanen. Ze waren vrij groot: de mannen waren gemiddeld 1,63 tot 1,70 meter, maar sommigen waren tot 2 meter lang. De oudste archeologische vindplaatsen van het eiland zijn de Warreengrot, met vondsten van naar schatting 34.790 jaar oud, en de Parmerpar Meethaneergrot met vondsten die tussen 44.200 en 34.000 jaar oud zijn.
De stenen werktuigen van de Tasmaniërs waren vrij primitief in vergelijking met die van andere moderne mensen. Het eiland raakte ongeveer 8.000 jaar geleden opnieuw gescheiden van het vasteland. Dat maakte nadien nog een aanzienlijke ontwikkeling door, terwijl op Tasmanië sommige technieken, zoals die van werktuigen met heft, zelfs verloren gingen.
De Tasmaniërs leefden als jagers en verzamelaars. Ze waren, naargelang de schatting, met tussen de 3.000 en 10.000 mensen. Er leefden verschillende stammen die regelmatig onderling oorlog voerden. De Tasmaniërs maakten zoals mensen elders kunst, onder andere rotskunst.
De gouverneur van Nederlands-Indië, Antonie van Diemen, gaf Abel Tasman opdracht voor een ontdekkingsreis naar het vasteland van Australië. Op zijn reis ontdekte Tasman het later naar hem vernoemde eiland op 24 november 1642. Hij noemde het naar zijn opdrachtgever: Van Diemensland. Aan het einde van de 18e eeuw koloniseerden de Engelsen het eiland en brachten er Engelse en Ierse gedeporteerden onder. Nadat deze deportaties vanuit Engeland werden stopgezet, veranderden de Vandiemenslanders de naam van het eiland op 1 januari 1856 in 'Tasmanië', naar zijn Nederlandse "ontdekker". De hoofdstad Hobart is, na Sydney, de oudste stad van Australië.
In 1803 kondigde de Engelse gouverneur, John Bowen, de krijgswet af. De oorspronkelijke Tasmaniërs (Aboriginals) werden tot 1830 bijna volledig uitgeroeid. Er leven geen rechtstreekse afstammelingen van Tasmaniërs meer, enkel nog mensen die afstammen van vrouwelijke Tasmaniërs en Europeanen. De laatste volbloed Tasmaanse, Trucanini, stierf in mei 1876.

## Natuur

### Natuurbescherming
Hoewel het eiland de kleinste deelstaat is, zijn er ongeveer 500 zelfstandige beschermde gebieden, met een totale oppervlakte van 40% van de landoppervlakte van Tasmanië. Het eiland werd lange tijd gezien als vooruitstrevend op het gebied van de natuurbescherming, maar inmiddels is dat niet meer het geval.
Zo wordt de Styxvallei bedreigd door houtkapbedrijven en worden ook veel andere natuurgebieden die niet beschermd zijn, bedreigd met vernietiging. De status van de beschermde gebieden wordt zelfs als argument gebruikt om de ecologische diversiteit van de aangrenzende gebieden teniet te doen. Desalniettemin staat de Tasmaanse wildernis qua natuur en cultuur op de Werelderfgoedlijst.

### Roofbuideldieren

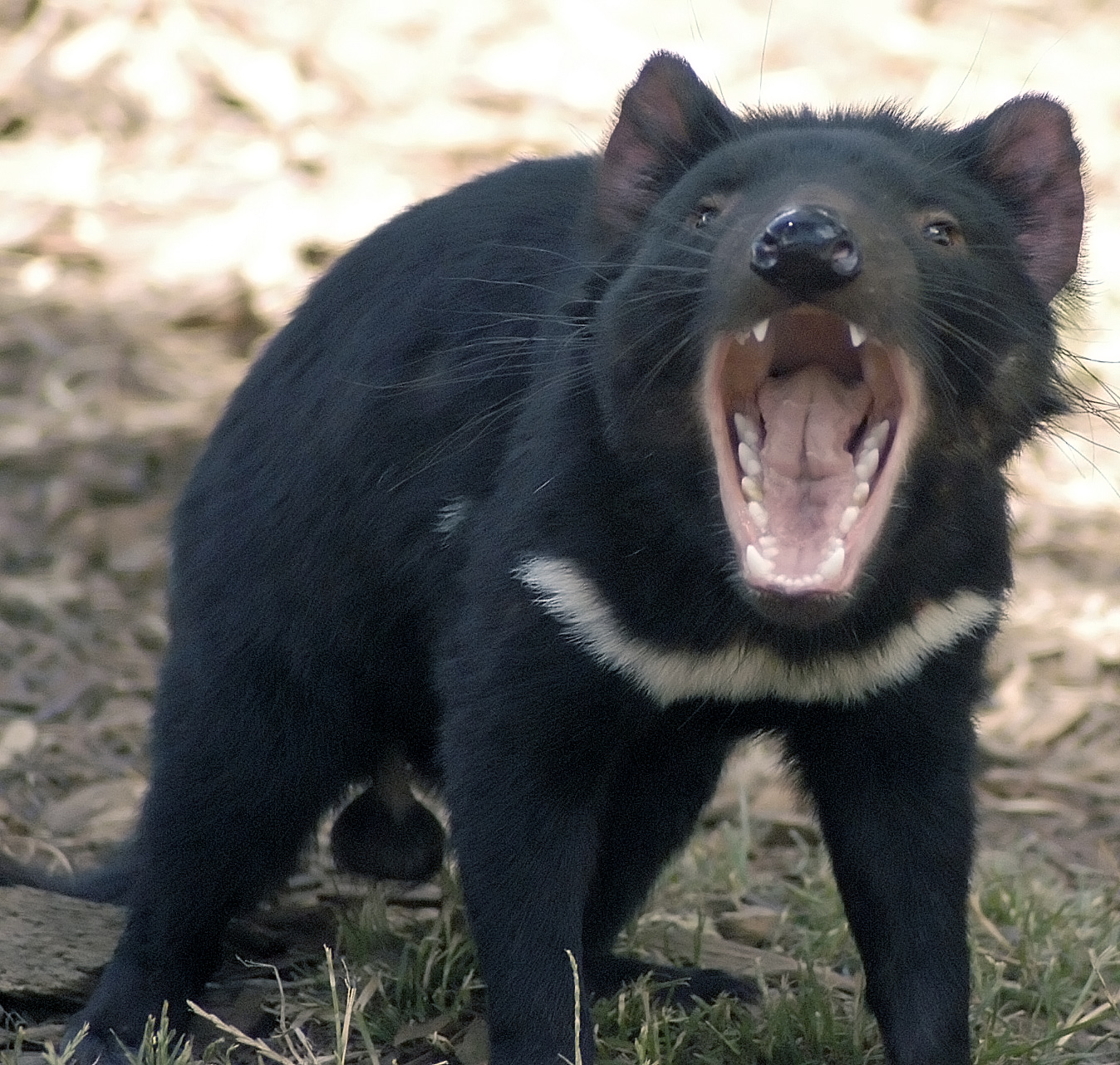
Tasmaanse duivel

Op Tasmanië komen twee soorten roofbuideldieren voor. Zo is het eiland de enige plek waar de Tasmaanse duivel nog rondloopt, een 60 cm lang, vleesetend en zwart-wit gekleurd buideldier, bekend om zijn grote vraatzucht en wreedheid. Sinds eind 20e eeuw neemt het aantal Tasmaanse duivels zienderogen af. Dit is onder meer het gevolg van een tumorziekte. Een ander roofbuideldier dat hoofdzakelijk op Tasmanië wordt aangetroffen is de gevlekte buidelmarter, een buidelmarter van gemiddeld 35 cm lengte met een wit gevlekte, lichtbruine kleur.
Tot begin jaren 30 van de 20e eeuw was Tasmanië ook het enige gebied waar de buidelwolf (of Tasmaanse tijger) zich nog ophield, maar het laatste exemplaar van dit eveneens tot de roofbuideldieren behorende dier stierf in 1936 in de dierentuin van Hobart.

### Andere dieren
Tasmanië herbergt nog een aantal andere dieren die nergens anders (meer) voorkomen. De Pseudomys higginsi is een ongeveer 13 cm groot knaagdier, dat vooral in de hoger gelegen bossen leeft. De roodbuikpademelon is een bruinachtige kangoeroe van zo'n 60 cm hoogte die alleen nog op Tasmanië rondspringt. De Tasmaanse borstelstaartkangoeroerat is een ruim 30 cm lange, bruingrijze kangoeroerat die slechts Tasmanië nog als leefgebied heeft en zich 's nachts en op de grond voortbeweegt.

## Verkeer en vervoer
De belangrijkste luchthavens zijn Hobart International Airport en Launceston Airport. Op Tasmanië is geen personenvervoer per trein, wel is er een smalspoornet alleen bestemd voor het goederenvervoer. De Spirit of Tasmania is de veerboot naar Geelong en vertrekt vanuit Devonport. Verder is er alleen openbaar vervoer per bus. De Tasman Highway en Midlands Highway zijn belangrijke wegen voor het verkeer.